# Berliner Sammlung Kalligraphie
Die Berliner Sammlung Kalligraphie ist eine Kollektion von Werken aus dem Bereich der Kalligrafie, die im Archiv der Akademie der Künste angesiedelt ist.

## Die Sammlung

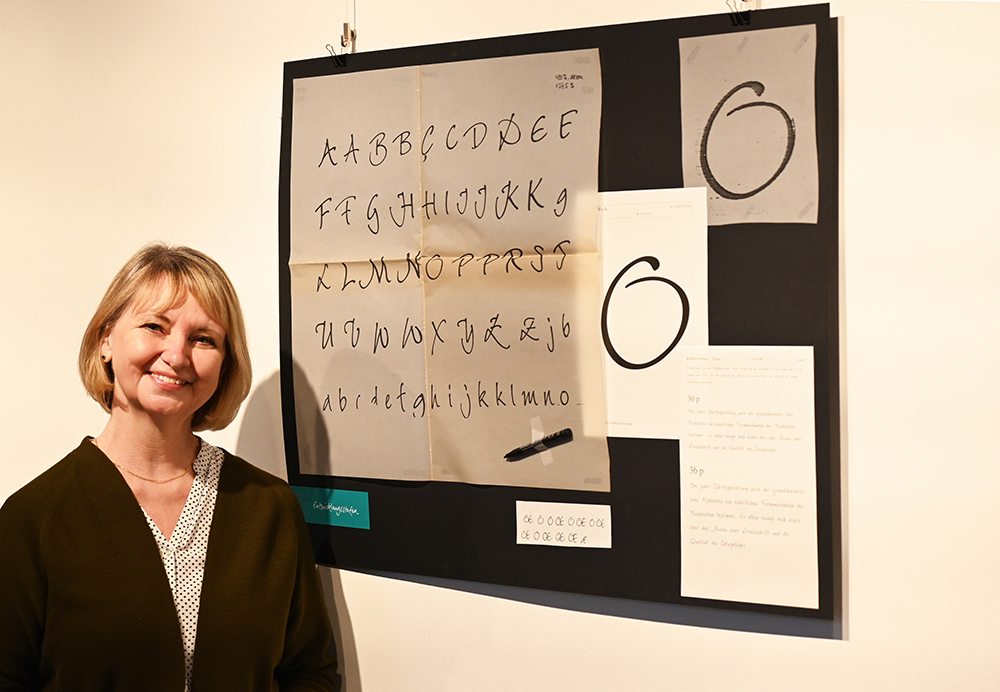
Rosemarie Kloos-Rau vor einer Kopie der handschriftlichen Urform der Schriftart „Wiesbaden Swing“ im Neuen Rathaus Wiesbaden, 2022. Der Originalentwurf ist Teil der Sammlung.

Die Initiative ging von Hans-Joachim Burgert aus, der 1999 als einer der bedeutendsten deutschen Kalligraphen siebzig eigene Werke stiftete, die um Dauerleihgaben und Schenkungen erweitert wurde, insbesondere durch den Nachlass von Friedrich Poppl und das Archiv von Werner Schneider. In ihrer Selbstbeschreibung hebt sie drei Gebiete hervor: „die lateinische Schrift, der freie Umgang mit der Form der Schrift wie auch der konstruierte (gezeichnete) Umgang mit den Schriftzeichen.“ Die Sammlung, die die Entwicklung der Schriftkunst in den letzten 50 Jahren umfasst, beinhaltet Werke etablierter Meister und junger, unbekannter Schriftsetzer. Neben kalligraphischen Blättern sind Druckgraphiken, Reproduktionen, typographische Reinschriften, Plakate, Buchumschläge, Künstlerbücher sowie Akzidenzdrucke vorhanden, sowie die handschriftliche Urform der Schriftart Wiesbaden Swing. Außerdem ist Material zu Leben und Werk der ausgestellten Kalligraphen vorhanden. Am 30. Januar 2009 starb der Mentor und Begründer der Sammlung, Hans-Joachim Bungert.
Im Jahr 2008 wurden Teile der Sammlung in der Akademie der Künste unter dem Titel „Im Zaubergarten der Schrift“ ausgestellt.